# ويليام أو. مور
ويليام أو. مور هو سياسي أمريكي، ولد في 17 فبراير 1841 في مقاطعة وايذ في الولايات المتحدة، وتوفي في 3 أكتوبر 1913 في ويثفيل في الولايات المتحدة. نشط حزبياً في الحزب الديمقراطي. وقد انتخب عضو مجلس نواب فرجينيا ‏ (10 يناير 1912 – 3 أكتوبر 1913).